# Maschine (Lied)
Maschine ist ein Lied der deutschen Rock-Musikgruppe Unheilig, das als erste und einzige Single aus ihrem dritten Studioalbum Das 2. Gebot ausgekoppelt wurde. Die Erstveröffentlichung fand am 7. April 2003 in Deutschland statt. Die Single ist als Maxi-CD nur in Deutschland zu erwerben, in allen anderen Ländern ist der Song nur als Download erhältlich. Musik und Text des Liedes stammen vom Grafen, produziert wurde es von dem Grafen und Fairlage. Die Maxi-CD enthält noch folgende B-Seiten: Maschine (Album Version), This Corrosion, Maschine (Der Graf Remix) und Schleichfahrt. Die beiden Lieder The Corrison (ein Sisters-of-Mercy-Cover) und Schleichfahrt sind zwei neue Lieder, welche auf keinem Unheilig-Album zu finden sind. Das Lied wurde unter dem Label Four.Rock veröffentlicht.

## Lied
Im Lied Maschine geht es um den menschlichen Körper und dass der Mensch in Wirklichkeit eine mit Öl betriebene Maschine ist.

„In der Tiefe, in meinen Armen,

liegt die Maschine kalt und still,

sie ward erbaut, vor langer Zeit,

von meiner Hand für die Ewigkeit“

## Mitwirkende
Liedproduktion
- José Alvarez-Brill: Abmischung[2]
- Der Graf: Gesang, Komposition, Produktion, Programmierung, Text[3]
- Christoph Termühlen („Licky“): Gitarre
- Henning Verlage: Hintergrundgesang, Keyboard, Programmierung

Unternehmen
- Fairlage: Produktion[2]